# Тансен, Пьер Герен де
Пьер Гере́н де Тансе́н (фр. Pierre Guérin de Tencin; 22 августа 1680, Гренобль — 2 марта 1758, Лион) — французский кардинал и политический деятель при короле Людовике XV. Архиепископ Амбрёна с 12 июня 1724 по 11 ноября 1740. Архиепископ Лиона и примас Галлии с 11 ноября 1740 по 2 марта 1758. Кардинал-священник с титулом церкви Санти-Нерео-эд-Акиллео c 20 июля 1739 по 2 марта 1758.

## Карьера
Своей карьерой он был обязан Дюбуа, по поручению которого обратил в католичество шотландского финансиста Джона Ло. За кардинальскую шляпу, выхлопотанную им для Дюбуа, он получил сан архиепископа Амбрёнского.
В 1716 году стал аббатом цистерианского монастыря Труа-Фонтан, проработавший там до назначением кардиналом в 1741 году.
Вмешивался в борьбу иезуитов с янсенистами и получил звание кардинала за усердную защиту буллы «Unigenitus».
В 1740 году назначен архиепископом Лионским и вслед за тем министром. Поддерживал планы Карла Эдуарда Стюарта, но когда его предприятие не удалось, оставил его без малейшей поддержки. Рассорившись с министром д’Аржансоном, а потом и с Машо, из-за его финансовой политики, он был вынужден покинуть министерский пост.